# Copper Blue
Albums de Sugar
Beaster
(1993)
Copper Blue est le premier album de Sugar, sorti en 1992.

## L'album
Bob Mould fonde ce groupe après son départ de Hüsker Dü. Le succès est immédiat. L'album atteint la 10e place des charts au Royaume-Uni et la 8e du Billboard 200. NME l'élit album de l'année 1992. Il fait partie des 1001 albums qu'il faut avoir écoutés dans sa vie. 

### Titres
Tous les titres sont de Bob Mould. 
1. The Act We Act (5:10)
2. A Good Idea (3:47)
3. Changes (5:01)
4. Helpless (3:05)
5. Hoover Dam (5:27)
6. The Slim (5:14)
7. If I Can't Change Your Mind (3:18)
8. Fortune Teller (4:27)
9. Slick (4:59)
10. Man on the Moon (4:32)

### Musiciens
- David Barbe : basse, voix
- Bob Mould : guitare, claviers, percussions, voix
- Malcolm Travis : batterie, percussions

## lien externe
- Allmusic: http://www.allmusic.com/album/copper-blue-beaster-mw0002387779